# Carl-Erik Svensson (hembygdsman)
För andra betydelser, se Karl-Erik Svensson (olika betydelser).
Carl-Erik Herman Svensson, född 1919 i Dunkers socken i Flens kommun, död 2009 i Södra Vi i Vimmerby kommun var en svensk landstingspolitiker och hembygdsman, känd för sitt engagemang för lokalhistoria och arkeologi.
Carl-Erik Svensson ägde och drev lantbruket på Kåreda och var drivande i att skapa Gullringens bygdekontor.

## Utmärkelser
- 1981 Kalmar Läns Hembygdsförbunds diplom[5]
- 1982 Vimmerby kommuns kulturpris